# Blackburn Olympic FC
Blackburn Olympic Football Club var en engelsk fotbollsklubb från Blackburn, Lancashire, England, som fanns mellan 1877 och 1889. Hemmamatcherna spelades på Hole-In-The-Wall Ground. 

## Historia

### Början
Klubben bildades i augusti 1877 genom en sammanslagning av två mindre klubbar, Black Star och James Street. Klubbens förste kassör James Edmondson var den som kom på namnet på den nya klubben. Den 9 februari 1878 spelades den första matchen med det nya namnet mot ett lag från trakten St. John's, Olympic vann matchen med 2-0. 
Olympic utvecklades till ett av Lancashires bästa lag med hjälp av före detta engelska landslagsspelaren Jack Hunter, en listig tränare och taktiker som lärde laget passningsspelets konst. Det var Hunter som tog dem till Blackpool för några dagars avkoppling före finalen, det var det ingen som gjort eller hört talas om innan. 
Det är inte troligt att deras stora framgång skulle ha skett om de inte fått ekonomiskt stöd från en lokal järngjuteriägare, Sid Yates. Namnen på spelarna som spelade i FA Cup finalen tillsammans med deras yrke står längre ned på sidan. 

### Framgång
Deras största framgång kom när de övervann dominansen från lokalrivalen Blackburn Rovers och amatörlagen från södra England och vann FA Cupen 1883. Vältränade och bra organiserade vann de över ett lag från  Old Etonians som bara spelade med tio man sedan en spelare blivit skadad. Jimmy Costley gjorde det avgörande målet på övertid. 
Blackburn Olympic blev det första laget norr om London som vann FA-cupen.

### Nedgång
Efter FA-cupvinsten var Olympic snart ersatta som Blackburns bästa lag av rivalerna, Blackburn Rovers. 
Den professionalism som lett till framgången bidrog även till nedgången då Rovers uppbackade av John Lewis och hjälpta av sina FA-cupvinster 1884, 1885 och 1886 kunde locka över Olympics bästa spelare. Till slut halkade de efter andra lokala klubbar som Witton och Blackburn Park Road. I september 1889 togs deras hyrda fotbollsplan Hole-In-The-Wall Ground över av Blackburn Railway Clerks Club. Större delen av planen är idag täckt av St Mary's Sixth Form College 

## FA-cupen 1883

### Olympics resultat i FA-cupen, 1882-83
| Datum            | Omgång | Hemmalag          | Resultat | Bortalag          | Notiser                                            |
| ---------------- | ------ | ----------------- | -------- | ----------------- | -------------------------------------------------- |
| 4 november 1882  | R1     | Blackburn Olympic | 6-3      | Accrington        |                                                    |
| 9 december 1882  | R2     | Blackburn Olympic | 8-1      | Lower Darwen      |                                                    |
| 16 december 1882 | R3     | Blackburn Olympic | 8-0      | Darwen Ramblers   |                                                    |
| 3 februari 1883  | R4     | Church            | 0-2      | Blackburn Olympic |                                                    |
| 24 februari 1883 | R5     | Blackburn Olympic | 4-1      | Druids            |                                                    |
| 17 mars 1883     | SF     | Blackburn Olympic | 4-0      | Old Carthusians   | Matchen spelades på Whalley Range, Manchester      |
| 31 mars 1883     | Final  | Blackburn Olympic | 2-1      | Old Etonians      | Efter övertid. Matchen spelades på Kennington Oval |

### Det vinnande laget
| Namn                            | Yrke                                       |
| ------------------------------- | ------------------------------------------ |
| Thomas James Hacking            | Tandläkarassistent                         |
| James Thomas Ward               | Bomullsmaskinsoperatör                     |
| Squire Albert Warburton, Kapten | Rörmokarmästare; pubvärd och fågelhandlare |
| Thomas Kenyon Gibson            | Järngjuteriarbetare                        |
| William Astley                  | Vävare                                     |
| Jack Hunter                     | Publicensinnehavare                        |
| Thomas Dewhurst                 | Vävare                                     |
| Arthur Matthews                 | Bildinramare/förgyllare                    |
| George Wilson                   | Kontorist; senare pubvärd i Preston        |
| Jimmy Costley                   | Spinnare                                   |
| John Yates                      | Bomullsvävare                              |

James Ward gjorde sin enda match för England den 14 mars 1885 mot Wales. 

## Spelare
Bland de som spelade för Blackburn Olympic fanns flera engelska landslagsspelare:
- Joseph Beverley
- Edgar Chadwick
- Jack Hunter
- Jack Southworth
- Billy Townley
- James Ward
- John Yates

Ward var den ende spelaren som spelade en landskamp medan han spelade för Blackburn Olympic.
Thomas Dewhurst valdes ut för en match med Irland 1884, men valdes sedan bort på grund av ett slagsmål på plan under en FA-cupmatch. 

## Meriter
- FA Cupen: 1883, semifinal 1884